# Josip Sesar
Josip Sesar (Mostar, 17. siječnja 1978.) je hrvatski profesionalni košarkaš.

## Igračka karijera

### U svijetu
Josip se je rodio u Mostaru u Bosni i Hercegovini. Košarku je počeo trenirati s deset godina. Tad je bio visok 182 cm. 1992. je godine otišao iz Mostar u Split, gdje je namjeravao igrati za KK Split. Budući da trener omladinskih kategorija ga nije smatrao izglednim košarkašem, Josipa je Sesara njegov otac odveo u Zagreb, gdje su ga primili u KK Zagrebu. 1993. je ondje počeo igrati kao profesionalni košarkaš. Nakon šest uspješnih sezona u Zagrebu, 1999. je godine potpisao ugovor s Cibonom. S njome je u sezoni 1999./2000. došao do četvrtzavršnice Eurolige.
Sesara je na draftu za NBA NBA Draft 2000. izabrao Seattle SuperSonics. Izabrali su ga u drugom krugu, a bio je ukupno 47. izbor. Prava na njega je otkupio Boston Celtics, no nikad nije zaigrao za njih.
2011. godine je došao u Cibonu voditi omladinski pogon.

### Hrvatska košarkaška reprezentacija
Sesar je bio članom hrvatske mlade reprezentacije. 1996. je na europskom juniorskom prvenstvu u Francuskoj osvojio zlato. Bio je proglašen za najboljeg juniora u Europi, s naglaskom na to da je bio najbolji napadač i najdominantniji bek u njegovom godištu. Sve je to poslije prikazao u igrama u Zagrebu, hrvatskoj košarkaškoj reprezentaciji te poslije i u Ciboni gdje je zabijao po 30-ak koševa.
- svjetsko juniorsko prvenstvo 1995. u Grčkoj
- europsko juniorsko prvenstvo 1996. u Francuskoj
- europsko prvenstvo 1997. u Španjolskoj
- europsko prvenstvo 1999. u Francuskoj
- europsko prvenstvo 2001. u Turskoj

## Vanjske poveznice
- Službene stranice
- NBA.com - statistike
- HKK Zrinjski HT